# Endotrahealna aspiracija
Endotrahealna aspiracija  je jednostavna i jeftina metoda koja se svakodnevno rutinski sprovodi u jedinicama intenzivnog lečenja, kao komponenta bronhijalne i higijenske terapije ili sastavni deo mehaničke ventilacije, koja ima za cilj mehaničko uklanjanje sekreta iz pluća bolesnika.

## Opšte informacije
Bolesnici u teškom stanju u jedinicama intenzivne nege i oni kojima je neophodna mehanička ventilacija nisu u mogućnosti iskašljavati sekret iz disajnih puteva, čije nakupljanje može izazvati poremećaje disanja ili infekciju disajnog sistema, sa teškim komplikacijama uključujući i smrtni ishod. U tom smislu aspiracija endotrahealnog tubusa/kanile je vrlo važna intervencija u prevenciji nastanka infekcija i atelektaza pluća koje mogu dovesti do neadekvatne ventilacije pluća sa svim posledicama koje nastaju zbog neadekvatne oksigenacije u organizmu.

## Indikacije
Uzastopna endotrahealna aspiracija, kao važna metode u higijeni i održavanju prohodnosti disajnog puta, а sprovodi se u:
- prevenciji opstrukcije plasiranog endotrahealnog tubusa,[6]
- postupku koji se primjenjuje prilikom operativnih zahvata na plućnom sistemu,[7]
- jedinicama intenzivnog lečenja, tokom mehaničke ventilacije, u cilju sprečavanja infekcije koja može zahvatiti respiratorni sistem, i izazvati ventilatorom uzrokovanu upalu pluća (koja se javlja u 47% svih infekcija) kod bolesnika u jedinicama intenzivnog liječenja.[8][9]
- okviru bronhijalne higijene u jedinicama intenzivne terapije, kojom se uklanjanjem suvišnog sekreta redovno održavanju disajni putevi prohodni.
- dijagnostičke svrhe.

## Vrste
Dugo godina aspiracija se izvodila otvorenim sistemima, dok se od početka 21. veka sve veći značaj pridaje zatvorenom sistemu za aspiraciju zbog:
- smanjenja kontaminacije bakterijama,
- smanjenja rizika za nastanak infekcije pluća,[11]
- smanjenja trajanja lečenja,
- manjih troškova lečenja.

### Otvorena metoda aspiracije
Aspiracija sekreta otvorenom metodom izvodi se sterilnim kateterom za aspiraciju spojenim na vakuum pumpu. U postupku moraju učestvovati dve medicinske sestre koje pre početka rada mehanički peru ruke, i koriste zaštitnu odeću tokom postupka. 
Postupak mora trajati kratko, aspiracijski kateter se uvodi u pluća do kraja endotrahealnog tubusa, potom laganim pokretima zarotira, i odmah vadi. Kateter za aspiraciju ne sme biti presavijen pre umetanja kako bi se kontrolisao stvoreni vakuum, čiji pritisak treba da bude između -100 do -125 mmHg.
Postupak se ne sme izvoditi grubo niti se kateter sme gurati duboko u disajne puteve jer može doći ne samo do oštećenja sluzokože već i do nastanka infekcije. Ako se postupak ponavlja uvek se menja trahealna kanila ili endotrahealni tubus, a aspiracijski kateter mora biti sterilan. 

### Zatvorena metoda aspiracije
Aspiracije pomoću zatvorenog aspiracionog sistema zasniva se na održavanju mehaničke veze sa ventilatorom tokom aspiracije trahealnog sadržaja, čime se izbegava gubitak plućnog volumena. 
Zatvoreni aspiracioni sistem ima kateter neprekidno pozicioniran između endotrahealnog tubusa i „Y” nastavaka cevi respiratora. Prilikom aspiracije kateter se uvodi u dušnik bez odvajanja endotrahealnog tubusa od respiratora. 
Zamena sistema vrši se svakih 48 sati, a ne pre svake aspiracije kako je to slučaj kod otvorenog sistema.
Prednosti zatvorenog sistema aspiracije
- Zatvoreni sistem aspiracije štiti pacijentov disajni put od patogena iz okoline i na taj način sprečava nepotrebno izlaganje medicinskog osoblja aerosolnim bakterijama, koje se mogu javiti u vazduhu tokom otvorene aspiracije.
- Otvori oko vrha katetera stvaraju ravnomeran protok vazduha oko njegovog vrha i time smanjuju rizik od lezije sluzokože traheje.
- Jednosmerna valvula u irigacionom otvoru sprečava povratak sekreta i time smanjuje rizik od kontaminacije.
- Zatvoreni aspiracioni sistemi vreme potrebno za izvođenje sukcije svodi na minimum zbog kraćeg vremena postavljanja i zbog izbegavanja odvajanja.
- Sistem je jednostavan za rukovanje jer omogućava postavljanje uz pomoć samo jedne osobe, što smanjuje broj angažovanih medicinskih radnika pri izvođenju postupka aspiracije.[12]

## Komplikacije
Endotrahealna aspiracija, kao invazivna terapijska i dijagnostička procedura povezana je sa brojnim komplikacijama i rizicima po bolesnika kao što su:
- krvarenje,
- infekcija,
- razvoj atelektaza,
- hipoksemija,
- kardiovaskularna nestabilnost,
- skok intrakranijalnog pritiska,
- moguća lezija trahealne mukoze.[14]

Ovu proceduru bolesnici opisuju kao bolnu i neprijatnu jer rezultuje nadražajem na kašalj i uzrokuje neprijatan osećaj „usisavanja plućnog tkiva“, kroz kateter za sukciju.
Svaka endotrahealna aspiracija mora da se obavlja aseptičnom tehnikom uz upotrebu čistih (zatvorenih sistema za sukciju) ili sterilnih rukavica (otvoreni sistem sukcije) uz obaveznu upotrebu maske za nos i usta kao sopstvene zaštite.

## Primena u dijagnostici
Pošto se endotrahealnom aspiracijom dobija aspirat iz gornjih disajnih puteva koji je obično kolonizovani bakterijama, on može poslužiti u dijagnostičke svrhe. Pa tako npr, potrebno je da broj bakterijskih kolonija u mikrobiološkom nalazu aspirata bude veći od 106 u mililitru (CFU > 106 /ml) da bi se postavila dijagnoza VAP.

## Kontraindikacije
Imajući u vidu da je endotrahealna aspiracija neophodan postupak kod pacijente na veštačkom disanju, većina kontraindikacija odnosi se na rizik koji se može javiti kod pacijenta kao neželjene reakcije ili pogoršanje kliničkog stanja tokom postupka. Apsolutnih kontraindikacije za endotrahealnu aspiraciju praktično nema, jer odluka da se suzdrži od aspiracije kako bi se izbegla moguća neželjena reakcija može, u stvari, biti smrtonosna odluka.

## Mere prevencije
Imajući u vidu moguće komplikacije i neprijatnosti koje aspiracija može da izazove kod pacijenta preporučuje se:
- da se endotrahealna aspiracija obavlja samo kada je neophodna,[17]
- da aspiracioni kateter obavezno bude sterilan,
- da se pri radu sa kateterom koriste sterilne rukavice,
- da aspiracioni kateter najbolje bude reda veličine pola unutrašnjeg lumena endotrahealnog tubusa, ili da maksimalno ispunjava do 2/3 lumena endotrahealnog tubusa.[18]

| Preporučene veličina aspiracionih katetera | Preporučene veličina aspiracionih katetera |
| Veličina endotrahealnog tubusa             | Maksimalna veličina katetera               |
| ------------------------------------------ | ------------------------------------------ |
| 2,5 mm                                     | 6 French                                   |
| 3,0 mm                                     | 6 French                                   |
| 3,5 mm                                     | 6 French                                   |
| 4,0 mm                                     | 8 French                                   |

- da se koristi najmanji mogući pritisak tokom sukcije (obično 80 – 120 mmHg),
- da bi endotrahealna sukcija bila minimalno invazivna, da se aspiracioni kateter uvodi samo do dubine endotrahealnog tubusa,
- da aspiracija ne traje duže od 15 sec,
- da se primeni hiperoksigenacija sa 100% kiseonikom 30 sec. pre i posle aspiracije kao prevencija pada saturacije kiseonika, hiperinflacija pre sukcije ne treba da se radi rutinski.[19]

Ne preporučuje se rutinska upotreba sterilnog fiziološkog rastvora neposredno pre aspiracije

## Napomene
1. ↑  Treba imati u vidu da negativni pritisak aspiracije može uzrokovati traheobronhalnu traumu.

## Literatura
- Spence, Kaye; Gillies, Donna; Waterworth, Lynne (2003). „Deep versus shallow suction of endotracheal tubes in ventilated neonates and young infants”.  Ур.: Spence, Kaye. Cochrane Database of Systematic Reviews. стр. CD003309. PMID 12917961. doi:10.1002/14651858.CD003309.
- Turner, B S., Loan, L, A (2000). „Tracheobronchial trauma associated with airway management in Neonates.”. Advanced Practice in Acute Critical Care. 11 (2): 283—299. PMID 11235437. doi:10.1097/00044067-200005000-00011. 2000: .
- Ward-Larson, C., Horn, R, A., Gosnall, F (2004). „The efficacy of facilitated tucking for relieving procedural pain of endotracheal suctioning in very low birthweight infants.”. The American Journal of Maternal/Child Nursing. 29 (3): 151—156. PMID 15123970. doi:10.1097/00005721-200405000-00004.

## Spoljašnje veze
|  | Molimo Vas, obratite pažnju na važno upozorenje u vezi sa temama iz oblasti medicine (zdravlja). |